# Bas-et-Lezat

Bas-et-Lezat este o comună în departamentul Puy-de-Dôme, Franța. În 1 ianuarie 2022 avea o populație de 346 de locuitori.